# Nave (Włochy)
Nave – miejscowość i gmina we Włoszech, w regionie Lombardia, w prowincji Brescia.
Według danych na rok 2004 gminę zamieszkiwało 10 306 osób, 381,7 os./km².